# إدوارد إيف
إدوارد إيف هو مبارز بالسيف بلجيكي، (ولد في Katakokombe ‏ في جمهورية الكونغو الديمقراطية 1907  م).

## وصلات خارجية
- إدوارد إيف على موقع أوليمبيديا (الإنجليزية)